# Cabo (telenovela, 2022)
Pour les articles homonymes, voir Cabo.
Cabo est une telenovela mexicaine produite par Televisa et diffusée entre le 24 octobre 2022 et le 17 février 2023 sur Las Estrellas.

## Synopsis
Quelques heures après le mariage de Sofía (Bárbara de Regil) et Alejandro, il part pour s'occuper d'une affaire de travail sans imaginer que ce serait la dernière fois qu'ils seraient ensemble depuis qu'Alejandro meurt dans un accident d'avion. 
Dévastée, Sofía se rend à Cabo pour rencontrer sa belle-famille. À son arrivée, sa vie va basculer à jamais car non seulement et rencontre Alejandro qui est vivant mais elle découvre qui n'est pas l'homme bon et simple dont elle est tombée amoureuse.
Alejandro avoue que son nom et en fait Eduardo (Diego Amozurrutia) et qu'il l'a changé pour qu'elle soit légalement mariée à son frère qui est celui qui est vraiment mort dans l'accident et ainsi ils héritent de sa fortune ensemble.
Confuse et déçu, Sofia refuse de poursuivre sur les plans d'Eduardo qui menace maintenant de mettre son père en prison parce qu'il l'a accusé d'être responsable de l'accident dans lequel Alejandro est mort.
Tout prend une tournure inattendue lorsque le vrai Alejandro (Matías Novoa) revient au manoir indemne et surpris d'avoir une femme dont il ne se souvient de rien .
Sofia sera obligée de continuer la farce sans imaginer qu'un amour passionné et intense naîtra entre eux.

## Distribution
- Bárbara de Regil : Sofía Chávez Pérez
- Matías Novoa : Alejandro Noriega
- Eva Cedeño : Isabela Escalante
- Diego Amozurrutia : Eduardo Torres Alarcón
- Rebecca Jones : Lucía Alarcón de Noriega #1
- Azela Robinson : Lucía Alarcón de Noriega #2
- Rafael Inclán : Alfonso «Poncho» Chávez
- Mar Contreras : Vanessa Noriega Lombardo
- Roberto Ballesteros : Fausto Cabrera
- Fabiola Campomanes : Malena Sánchez
- María Chacón : Rebeca Chávez Pérez
- Arlette Pacheco : Guadalupe Gutiérrez
- Raúl Coronado : Alan Ortega
- Carlos Athié : Ernesto
- Bárbara Torres : Carmen Pérez
- Gonzalo Vega Jr. : Luis Sánchez
- Markin López : Álvaro Ruiz
- Sofía Rivera Torres : Karen Escalante
- Lorena Sevilla : Blanquita Cabrera
- Felicia Mercado : Jimena Manrique
- Sergio Klainer : Hugo Reyes
- Fernando Robles : Ulises
- Christian de la Campa : Maximiliano «Max»
- Rafael Novoa : Miguel Cantú

## Production

### Développement
Fin mai 2022, il a été rapporté par le journaliste Juan José Origel pour le journal El Sol de México que le producteur José Alberto Castro serait intéressé à reproduire une version de la télénovela Tú o nadie diffusée en 1985.
Le 6 juillet 2022, Bárbara de Regil a été choisie pour être l'actrice principale,.
Le tournage de la télénovela a commencé le 18 juillet 2022.

## Diffusion
- Las Estrellas (2022)

## Autres versions
- Tú o nadie (1985)
- Acapulco, cuerpo y alma (1995-1996)
- Sortilegio (2009)